# Høvængestenen
Høvængestenen eller Dødemosestenen er Lollands største sten, der ligger tæt på Høvængevej syd for Øster Ulslev på Sydøstlolland.
Stenen er transporteret hertil af isen under sidste istid, og størstedelen af den er begravet under jorden. Den slags store sten har altid sat fantasien i sving, for hvor kom de fra? Der findes 2 sagn om Høvængestenens oprindelse. Den siges at være kastet af trolde fra vest mod Nysted, men var så stor at den ikke nåede helt frem. Det andet sagn fortæller at nogle væsener kaldet ”højfolket” har hentet stenen fra bunden af Maribo Sø. De begravede deres guld og sølv under den inden de forlod Lolland. Det siges også at stenen vender sig når den lugter nybagt brød.
De store sten i landskabet satte også opfindsomheden i sving på anden vis. Mange af dem er nemlig forsvundet, slået eller sprængt i stykker og brugt til byggearbejder. 
Den regionale cykelrute 38 (Paradisruten) fører tæt forbi stenen.

## Galleri
- Udsigt fra stenen mod øst over Høvængerne